# Eksakt videnskab
Eksakt videnskab betegner et videnskabeligt fagområde, der anvender klart formulerede og almengyldige lovmæssigheder og kvantitative metoder i sin forskning. Gennem rigoristiske tests af hypoteser søger den eksakte videnskab at komme med præcise forudsigelser. Forskningen skal være replicerbar. 
I klassisk forstand betragtes naturvidenskaber som matematik (dog strengt taget ikke en videnskab), fysik og kemi som eksakte videnskaber, men også dele af biologi, psykologi og økonomi hører til gruppen af eksakte videnskaber.
Modsætningen til eksakt videnskab er konjektural videnskab, der bl.a. omfatter humaniora.